# Inwestycja rzeczowa
Inwestycja rzeczowa – inwestycja, w efekcie której nabywane lub wytwarzane są składniki aktywów rzeczowych: rzeczowy majątek trwały oraz wartości niematerialne i prawne, ale w ujęciu praw majątkowych (licencje, znaki towarowe, patenty).
Celem każdej inwestycji rzeczowej jest jej opłacalność. Inwestuje się (alokuje) kapitał, czyli ponosi się nakłady inwestycyjne, licząc na przyszłe dochody lub korzyści. Każdorazowo przed podjęciem decyzji o realizacji inwestycji rzeczowej musimy przeprowadzić rachunek efektywności inwestycji, obejmujący zarówno ocenę opłacalności (najczęściej przy wykorzystaniu takich metod jak: NPV, MNPV, IRR, MIRR), jak i analizę ryzyka. W celu przeprowadzenia analizy ryzyka najczęściej wykorzystuje się takie metody jak: analiza wrażliwości, analiza scenariuszy, analiza symulacyjna Monte Carlo.